# Одівелаш
Одіве́лаш (порт. Odivelas; МФА: [o.di.ˈve.ɫɐʃ]) — муніципалітет і місто в Португалії, в окрузі Лісабон. Розташований у західній частині країни, на теренах історичної португальської провінції Ештремадура. Належить до Лісабонського патріархату Католицької церкви в Португалії. Права міського самоврядування має з 1998 року. Поділяється на 4 парафії. За адміністративним поділом, чинним до 1976 року, був складовою провінції Ештремадура. Виник як містечко біля Одівеласького монастиря. Площа муніципалітету — 26,54 км², населення муніципалітету — 144549 ос. (2011); густота населення — 5446,46 осіб/км²
. Патрон — Ісус Христос. Святковий день муніципалітету — 19 листопада. Поштовий індекс — 2675.  Код місцевої адміністративної одиниці — 1116. Складова статистичного регіону Лісабон.

## Назва
- Одівелас (ісп., лат. і ст.-порт. Odivelas) — латинська, старопортугальська й іспанська назви.
- Одівелаш (порт. Odivelas, стара орфографія: порт. Odivellas) — сучасна португальська назва.

## Географія
Одівелаш розташований на заході Португалії, на південному сході округу Лісабон.
Одівелаш межує на північному сході — з муніципалітетом Лореш, на південному сході — з муніципалітетом Лісабон, на заході — з муніципалітетами Амадора і Сінтра.

## Історія
Одівелаш виник у XIV столітті як містечко біля Одівеласького монастиря, заснованого 1295 року португальським королем Дінішем.
Завдяки своєму розташуванню на околиці міста Лісабона, Одівелаш почав швидко зростати як спальний район між 1950 та 1970 роками (у цей період кількість населення зросла з 6,7 тис. осіб до 51,4 тис. осіб), і вже у 1964 році отримав статус селища. У 1998 році утворюється однойменний адміністративний район (муніципалітет) відокремленням семи південно-західних громад району Лоуреша, а у 1990 році Одівелаш отримує статус міста.

## Населення
| 1991    | 2001    | 2011    |
| 130 015 | 133 847 | 144 549 |

Для населення Одівелаша характерним є наявність великої кількості вихідців із колишніх португальських колоній — Анголи та Кабо-Верде, які масово почали прибувати до Португалії у 70-х роках минулого століття. У місті також проживає одна з найбільших українських громад країни.

## Парафії
- Канесаш
- Одівелаш
- Олівал-де-Башту
- Понтіня
- Повуа-де-Санту-Адріан
- Рамада
- Фамойнш

## Економіка, побут, транспорт
Місто має добре розвинуту транспортну мережу, з'єднане з Лісабоном автобусним сполученням, а з 27 березня 2004 року і метро — станції Жовтої лінії Лісабонського метрополітену «Одівелаш» (порт. Odivelas) та «Сеньйор-Роубаду» (порт. Senhor Roubado).

## Галерея

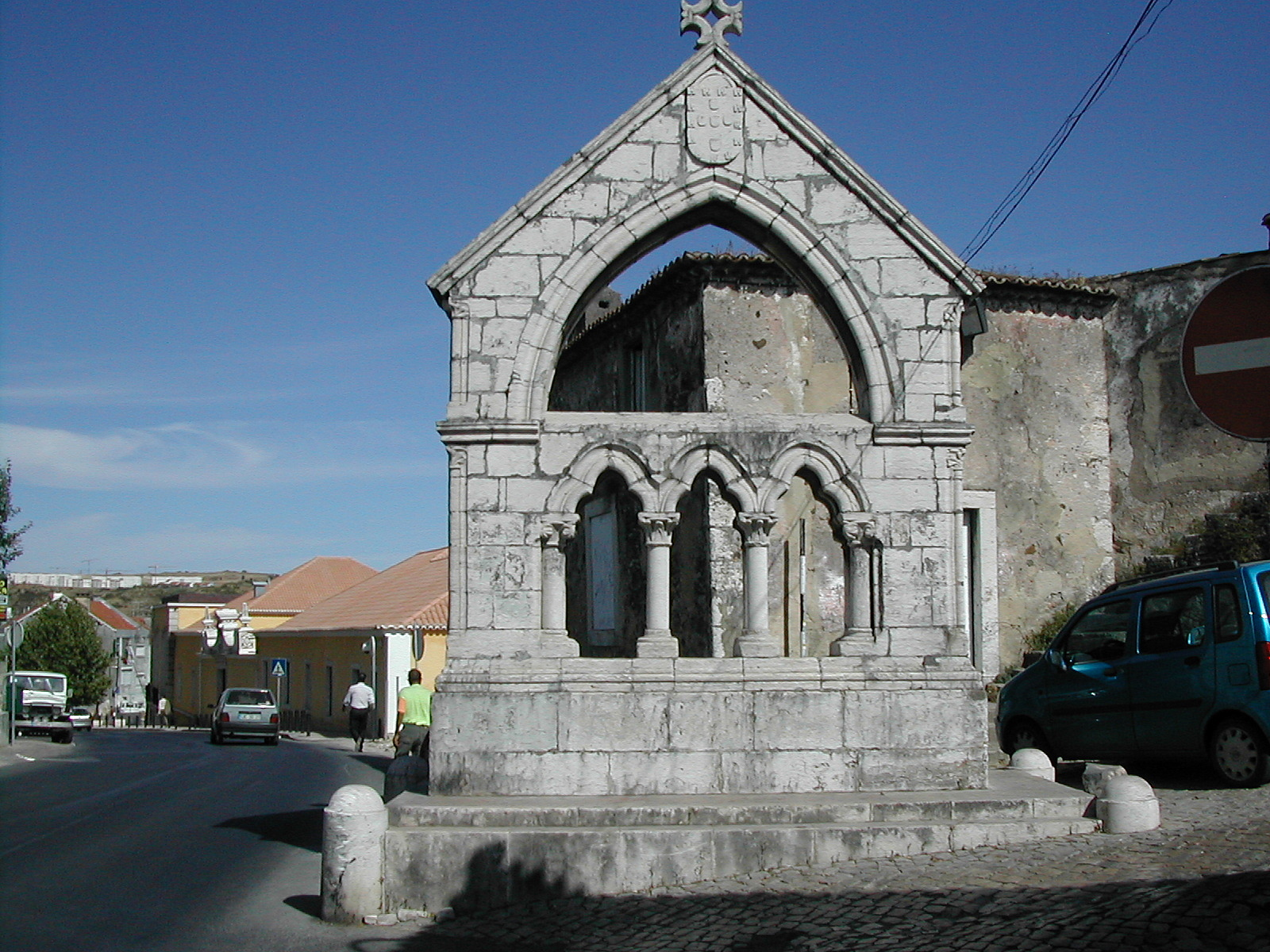
Архітектурна пам'ятка
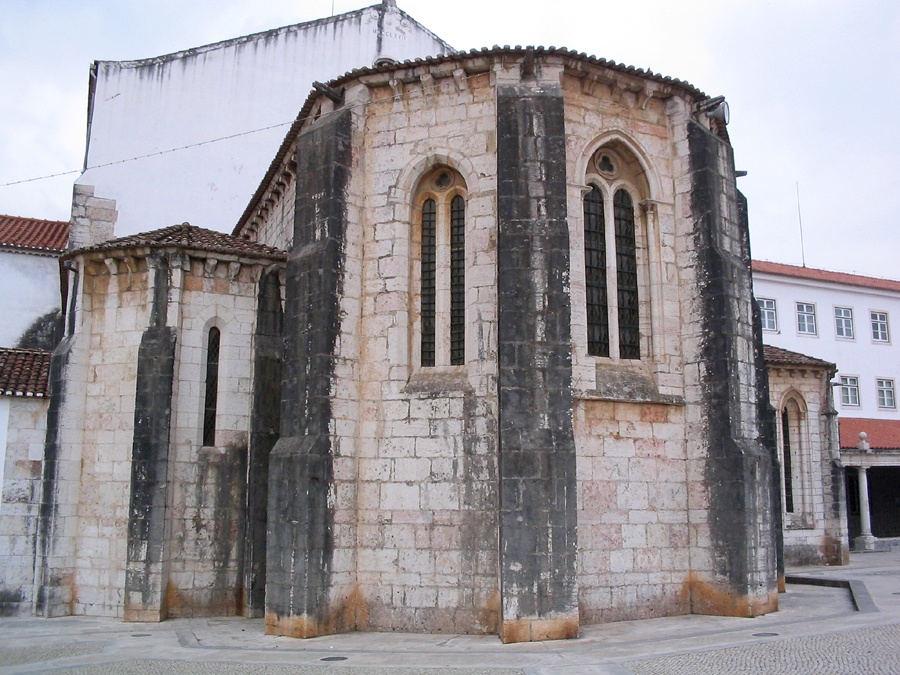
Одівеласький монастир